# Francisco Silva (Fußballspieler)
Francisco Silva, vollständiger Name Francisco Ronaldo Silva Fernández, (* 26. April 1983 in Montevideo) ist ein ehemaliger  uruguayischer Fußballspieler.

## Karriere
Der 1,83 Meter große Mittelfeldakteur Silva gehörte zu Beginn seiner Karriere von der Apertura 2003 bis in die Clausura 2009 dem Kader des Erstligisten Central Español an. In der Saison 2003 kam er dort dreimal (kein Tor) in der Primera División zum Einsatz. In der Spielzeit 2008/09 stehen vier Erstligatore für ihn zu Buche. In der Apertura 2009 folgte eine Karrierestation bei Liverpool Montevideo. Für die Montevideaner bestritt er zwei Erstligabegegnungen (kein Tor). 2010 stand er in Chile bei CD Cobreloa unter Vertrag und lief 21-mal in der Primera División des Andenstaats auf. Dabei traf er zweimal ins gegnerische Tor. 2011 setzte er seine Karriere beim chilenischen Zweitligisten Everton fort. In der Folgezeit absolvierte er dort 53 Partien (drei Tore) in der Primera B, zwei Aufstiegs-Play-off-Spiele (kein Tor) sowie 2013 zwei Erstligabegegnungen (ein Tor). Hinzu kamen fünf Spiele (kein Tor) mit seiner Beteiligung in der Copa Chile. Anschließend wechselte er Anfang Juli 2013 zu San Marcos. Nach 31 Einsätzen (zwei Tore) in der Primera B und dreien (kein Tor) in der Copa Chile kehrte er Mitte 2014 zu Everton zurück. Dort wurde er dort in 29 Ligaspielen (drei Tore) eingesetzt. Anfang Juli 2015 verließ er den Klub, um seine Karriere bei Curicó Unido fortzusetzen. Dort spielte der Mittelfeldspieler bis Ende 2018 und wechselte dann zu den Rangers de Talca, wo er 2020 seine Karriere beendete. 